# Јово Шеат
Јово Шеат (1886 – ?), био је политичар и трговац. Радио је комисионе послове у Трсту и Бечу. У Биограду на мору водио је успјешну трговину. Обављао је функцију народног посланика и предсједника општине Биоград на мору. Током његовог мандата долази до ријешавања комуналних проблема општине и развијања туристичких капацитета. Био је активан као сокол и члан Народне одбране.